# Готфрид фон Банфилд
Готфрид фон Банфилд (6. фебруар 1890 – 23. септембар 1986), звани „Фрајхер фон Банфилд“, био је један од најуспешнијих аустроугарских пилота авиона ратне морнарице у Првом светском рату . Био је познат као „Тршћански орао“ и био је последња особа у историји која је носила Војни орден Марије Терезије . Постигао је девет ваздушних победа током рата,   што га је учинило једним од ретких летачких асова који су летели летећим бродом и имали до пет или више победа.

## Породица
Банфилди су били ирска породица норманског порекла из 16.века. Томас Банфилд, официр Британске Армије, оженио је аустријску племкињу током свог боравка у Баварској. Учествовао је у Кримском рату и погинуо након заузимања Севастопоља. Његов син Ричард Банфилд, рођен у Бечу 1836. године, образовао се у Аустрији и добио аустријско држављанство, а касније је постао официр у ратној морнарици и учествовао у битци код Виса као капетан једног од бродова.

## Детињство и младост
Банфилд је рођен 6.фебруара 1890.године у Херцег Новом, где се у Бококоторском заливу налазила лука Аустроугарске ратне морнарице у којој је његов отац био стациониран. Иако је његов отац био Британац, Готфирд је себе сматрао Аустријанцем.
Школовао се у средњој војној школи у Санкт Пелтену, те у поморској академији у Ријеци, где је постао кадет 17.јуна 1909.године. У мају 1912.године добија чин пуковника фрегате. Месец дана касније почиње обуку за пилота у школи ваздухопловства у Винер Нојштату, а у августу исте године добија дозволу за пилотирање. Задивљен ваздухопловством као и његов старији брат, који је већ био познати пилот, изабран је да буде међу првим пилотима Аустријске морнарице, те је наставио своју обуку у пилотским школама Француске. У морнаричко-ваздухопловној бази у Пули обучавао се у коришћењу хидроавиона. Током неочекиваног и присилог слетања 1913.године, сломио је ногу толико јако да су му доктори једва сачували стопало. Због ове повреде није поново узлетао све до избијања рата наредне године.

## Ратни период
Почетком Првог светског рата, Банфилд добија на коришћење авион Лонер TL, претходно склоњеног са брода СМС Зрињи. Учествовао је у првим ваздушним нападима на Краљевину Црну Гору изведеним из Бококоторског залива. У наредном периоду је радио као тестни пилот и инструктор на аеродрому на острву Света Катарина у близини Пуле. Након што је Краљевина Италија ступила у рат, добио је задатак да предводи изградњу веће хидроавионске базе близу Трста, а по завршетку радова добио је чин главног официра. Одржао се на позицији главног официра све до краја рата.
Победио је у својим првим ваздушним биткама са својим Лонер TL хидроавионом, у борбама против Италијана и њихових француских савезника око Тршћанског залива током јуна 1915.године. У септембру исте године се борио и са својим учитељем који га је школовао у Француској. Почетком 1916.године сматран је најбољим аустријским асом. 
Банфилд је такође први Аустроугарски пилот који је оборио непријатељски авион током ноћи, када је оборио савезнички хидроавион 31.маја 1917.године. Рањен је у борби 1918.године.

## Одличења
Банфилд има 9 потврђених и 11 непотврђених ваздух-ваздух победа што га чини најуспешнијим Аустроугарским морнаричким пилотом, те има место међу најуспешнијим асовима Аустроугарске. Из разлога што су већина његових експедиција биле изнад северног дела Јадранског мора, велики број његових победа је немогуће потврдити. За своју војну службу је 1916.године награђен Медаљом за ратне заслуге. Овом медаљом је награђено свега 30 људи, од којих су 28 људи високорангирани официри, а друга двојица су Херман Покорни (1918) и сам Банфилд. Дана 17.августа 1917.године, Банфилд је награђен Војним орденом Марије Терезе. Примаоци овог ордена који нису били припадници аустријског племства добили су могућност да уз своје име или уместо свог имена ставе „Фрајхер“ што би значило „Барон”. У тренутку своје смрти 1986.године, Банфилд је био последњи живи Витез Војног реда Марије Терезе.

## Трст
Након Првог светског рата, град Трст је анексиран од стране Краљевине Италије, а Готфрид фон Банфилд је провео неко време у заробљеништву где га је држала окупациона полиција.  Године 1920-те је емигрирао у Енглеску и постао држављанин Уједињеног Краљевства. Оженио је Контесу Марију Трипковић (преминула 1976.) из Трста. Њих двоје су живели у Њукаслу на Тајну, где је њихов син Рафаел Даглас, познат као композитор Рафаело де Банфилд Трипковић, рођен 1922.године. Године 1926., Готфрид је постао италијански држављанин и вратио се у Трст где је постао директор тршћанске компаније за поморски транспорт коју је преузео од свог свекра. Банфилд је постао позната личност међу суграђанима у Трсту који су га из милоште називали „наш Барон”, а био је чак освајач локалног тениског турнира 1927.године. Био је толико добар тенисер да се чак квалификовао за Вимблдонски турнир у дублу са партнером 1925, али су поражени у првој рунди.
Обављао је функцију почасног Конзула Француске у Трсту, а 1977.године је добио и Национални орден Легије части.
Готфрид фон Банфилд је преминуо у Трсту 23.септембра 1986.године, у 96.години живота.

## Војна почаст
У знак сећања и поштовања, дипломци Тереза Војне Академије у Винер Нојштату који су дипломирали 1990.године, од којих је већина започела студије године када је Банфилд преминуо, прозвали су се „Банфилдова генерација“.